# Kovács Levente (villamosmérnök)
Kovács Levente Adalbert/Béla (Resicabánya, 1977. április 12. –) villamosmérnök, egyetemi tanár, az MTA doktora (DSc), az Óbudai Egyetem rektora (2019–), Kovács Béla matematikus fia, Kovács Laura Ildikó informatikus bátyja.

## Életpályája
2000-ben diplomázott a Temesvári "Politehnica" Műszaki Egyetem, Automatizálás és Számítógépek Kar automatizálás és ipari informatika szakán. 2000–2006 között a Temesvári Műszaki Egyetemen főállású tanársegéd, 2006–2007 között vendégelőadó volt. 2001-ben posztgraduális képzésen vett részt a Temesvári Műszaki Egyetem automatizálás és ipari informatika szakán. 2001–2004 között a nagyváradi Partiumi Keresztény Egyetem óraadó tanársegéde volt. 2005–2008 között a Budapesti Műszaki és Gazdaságtudományi Egyetem egyetemi tanársegéde, 2008–2011 között egyetemi adjunktusa, 2011–2012 között egyetemi docense volt. 2008-ban PhD fokozatot szerzett a Budapesti Műszaki és Gazdaságtudományi Egyetemen. 2011-ben egészségügyi mérnök lett a Budapesti Műszaki és Gazdaságtudományi Egyetem Villamosmérnöki és Informatikai Karán. 2012–2016 között az Óbudai Egyetem egyetemi docense volt. 2013-ban habilitált az Óbudai Egyetemen. 2013–2018 között az Óbudai Egyetem Neumann János Informatikai Kar oktatási dékánhelyettese volt. 2016 óta az Óbudai Egyetem egyetemi tanára, 2019-től rektora. 2018–2019 között az Óbudai Egyetem oktatási rektorhelyettese volt.
2022-ben a Temesvári Műszaki Egyetem és a Kassai Műszaki Egyetem díszdoktora, 2023-ban a Partiumi Keresztény Egyetem első díszdoktora, 2024-ben pedig a pozsonyi Szlovák Műszaki Egyetem  díszdoktora lett.
2022-ben a Sapentia Erdélyi Magyar Tudományegyetem, míg 2023-ban az üzbég Tashkenti Kémiatechnológiai Egyetem tiszteletbeli professzora lett.
2024-től az MTA doktora, 2022-től a Magyar Rektori Konferencia vezetőségi tagja, 2024-től annak alelnöke.
Kutatási területe az élettani szabályozások, a modern robusztus irányításelmélet és az orvosbiológiai kutatások.

## Díjai
- SRAIT (Romániai Automatizálási és Informatikai Szövetség) diploma évfolyamelsőknek (2000)
- Pro Scientia (2009)
- Bolyai János Kutatási Ösztöndíj (MTA, 2012, 2016)
- Óbudai Egyetem Év kutatója díj (2014, 2018)
- Óbudai Egyetem Neumann János Informatikai kar dékáni dícséret (2013, 2016)
- ERC StG nyertes kutató (2015)
- Óbudai Egyetem Neumann János Publikációs Díj (2016)
- Oktatási Miniszter Elismerő Oklevele (2018)
- IFAC PID 2018 best paper díj orvosmérnöki dolgozat kategóriában (2018)
- Év közéleti dolgozója, Óbudai Egyetem (2018)
- Hetényi Géza díj, Magyar Diabétesz Társaság (2021)
- ProUrbe díj, Zsámbék (2021)
- Gábor Dénes díj (2022)
- OTDT Arany kitűző, Országos Tudományos Diákköri Tanács (2023)
- Stanford top 2% kutató (2021, 2022, 2022, 2023, 2024)
- A Magyar Érdemrend tisztikeresztje (2024)